# Alf Wallander

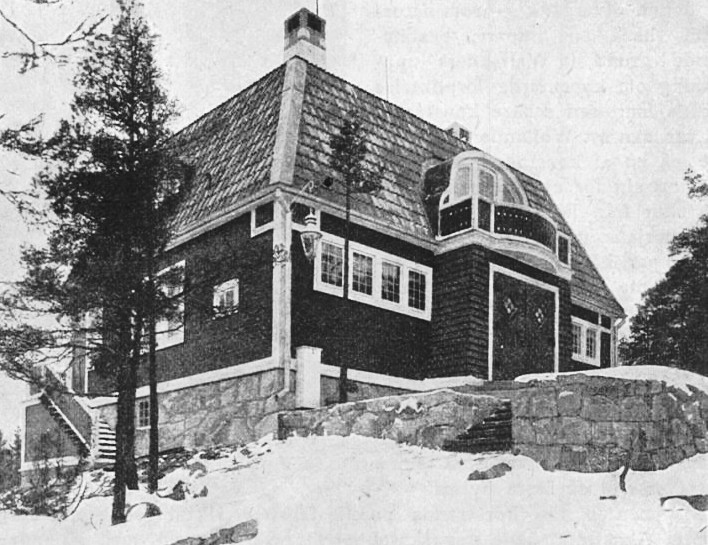
Villa Gärdsgården Alf och Gerda Wallanders bostad i Stocksund

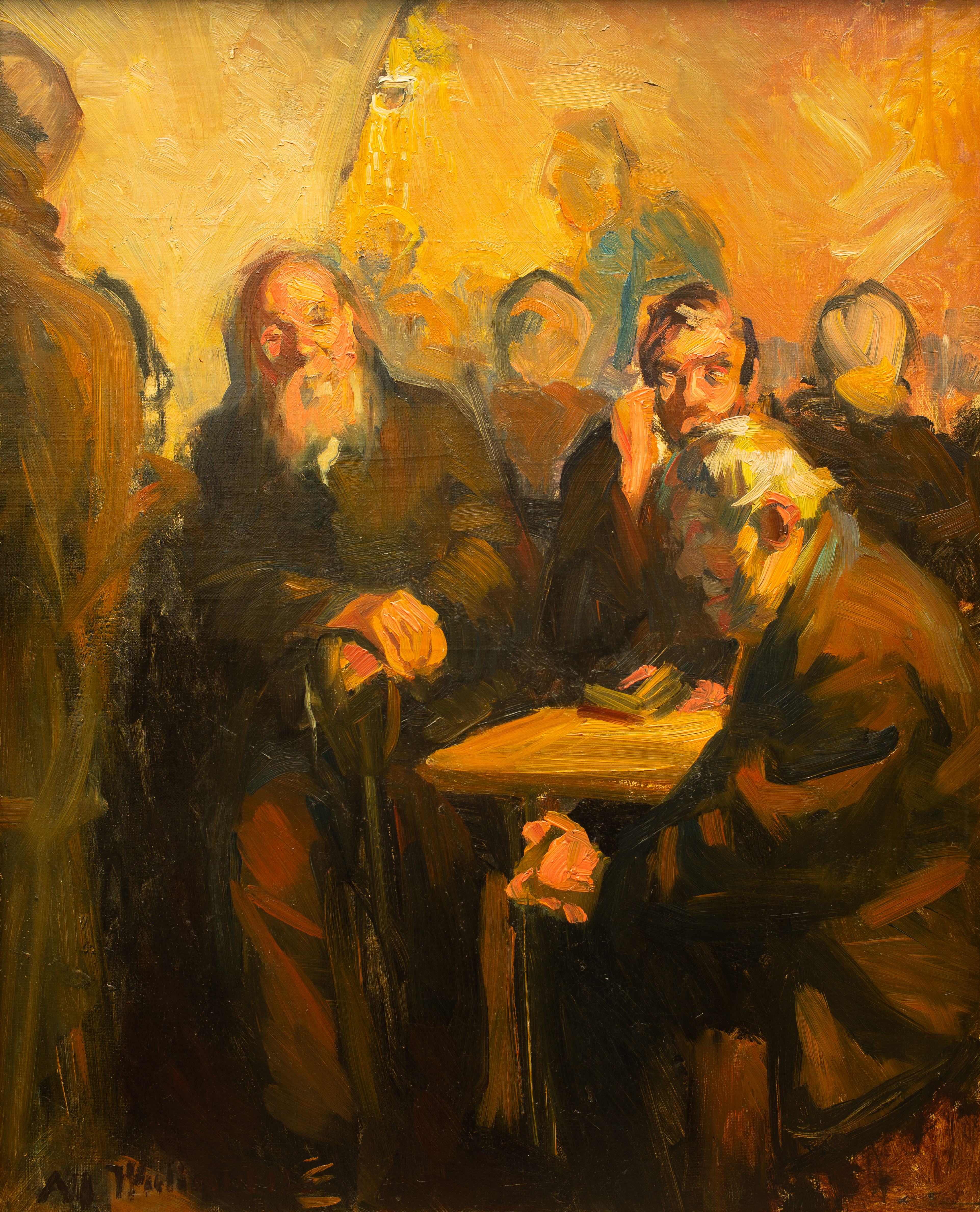
Cafeinteriör av Alf Wallander

Alf Wallander, född 11 oktober 1862 i Stockholm, död 29 september 1914 i Stockholm, var en svensk målare, grafiker, konsthantverkare, formgivare och intendent.

## Biografi
Alf Wallander var son till arkitekten Adolf Wallander och Hildegard Sofia Blom, brorson till konstnären Josef Wilhelm Wallander och Charlotta Wallander samt sonson till dekorationsmålaren Pehr Emanuel Wallander. Han skrev som femtonåring in vid Slöjdskolan i Stockholm 1887 och studerade därefter vid Kungliga Akademien för de fria konsterna 1880–1885 där han en tid hade sin farbror som lärare. Han studerade vidare för Aimé Morot och Jean-Joseph Benjamin-Constant i Paris 1885–1889 där han även medverkade i Parissalongen 1889. Vid världsutställningen 1889 i Paris tilldelades han första pris för sin pastellmålning Tiggargubbe. När han återkom till Sverige 1890 ställde han sig bakom de omstridda Opponenterna och medverkade i gruppens utställningar under 1890-talet. Han började sin konstnärliga bana som målare och var medlem av Konstnärsförbundet. Under påverkan av vännen Oscar Björck under 1890-talet tog han upp en symbolistisk stil, något som senare återkom i hans keramik. Efter att han deltagit i Axel Tallbergs etsningskurs 1895–1896 knöts han till Rörstrand som konstnärligt biträde samtidig fick han arbete som medhjälpare till Selma Giöbel som ansvarade för en Svensk konstslöjdutställning.
På Rörstrands Porslinsfabrik utställning i april 1896 fick han ett genombrott för sina dekorerade porslinspjäser. Vid sidan av Gunnar G:son Wennerberg på Gustavsberg var han den dominerande konstnären inom svensk jugendstil under ett tiotal år framöver. Han utnämndes till konstnärlig ledare vid Rörstrands 1900 och perioden 1907–1911 var han även verksam vid Kosta glasbruk. Från 1910 fram till sin död var han även intendent i Sveriges allmänna konstförening och från 1908 överlärare i frihandsteckning vid Tekniska skolan i Stockholm. Tillsammans med sin fru ställde han ut på Konstnärshuset 1910 och på Sveriges allmänna konstförening 1914 samt tillsammans med Oscar Björck, Bruno Liljefors och prins Eugen på Blanchs konstsalong i Stockholm 1891. Han deltog i Konstakademiens utställning 1885 och utställningar arrangerade av Norrlands konstförening i Sundsvall och Söderhamn samt Konstnärsförbundets utställningar i Göteborg, Chicago, München, Berlin, Malmö och Paris. Han var representerad i Rörstrands utställning i Stockholm 1896, Stockholmsutställningarna 1897 och 1909 samt Grafiska sällskapets utställningar på Konstakademien 1911–1912 och Baltiska utställningen i Malmö 1914. En minnesutställning med hans konst visades av Sveriges allmänna konstförening i Stockholm 1915 och i Göteborg 1916.
Han formgav bland annat serviserna Liljor (bordsservis och kaffeservis med dekor av irisar, från 1897), Sländor (kaffeservis från 1908) samt Fjäril (bordsservis från 1908) för Rörstrand. Hans bildkonst består av blomsterstilleben, stilleben, porträtt och landskapsskildringar utförda i olja eller pastell. Dessutom arbetade han föremål i silver, bokband, vignetter, bokomslag, tapeter, gobelänger och en mängd ritningar på olika möbler.
Wallander är representerad vid bland annat Göteborgs konstmuseum, Hallwylska museet, Nationalmuseum, Minneapolis museum, Nordiska museet, Thielska galleriet, Prins Eugens Waldemarsudde, Norrköpings konstmuseum, Uppsala universitetsbibliotek, Louvre Abu Dhabi och Behn-Haus i Lübeck.
Wallander var gift med sin kusin, konstnären Gerda Wallander, och far till arkitekten Sven Wallander. Familjen är begravd på Solna kyrkogård.

## Fotogalleri

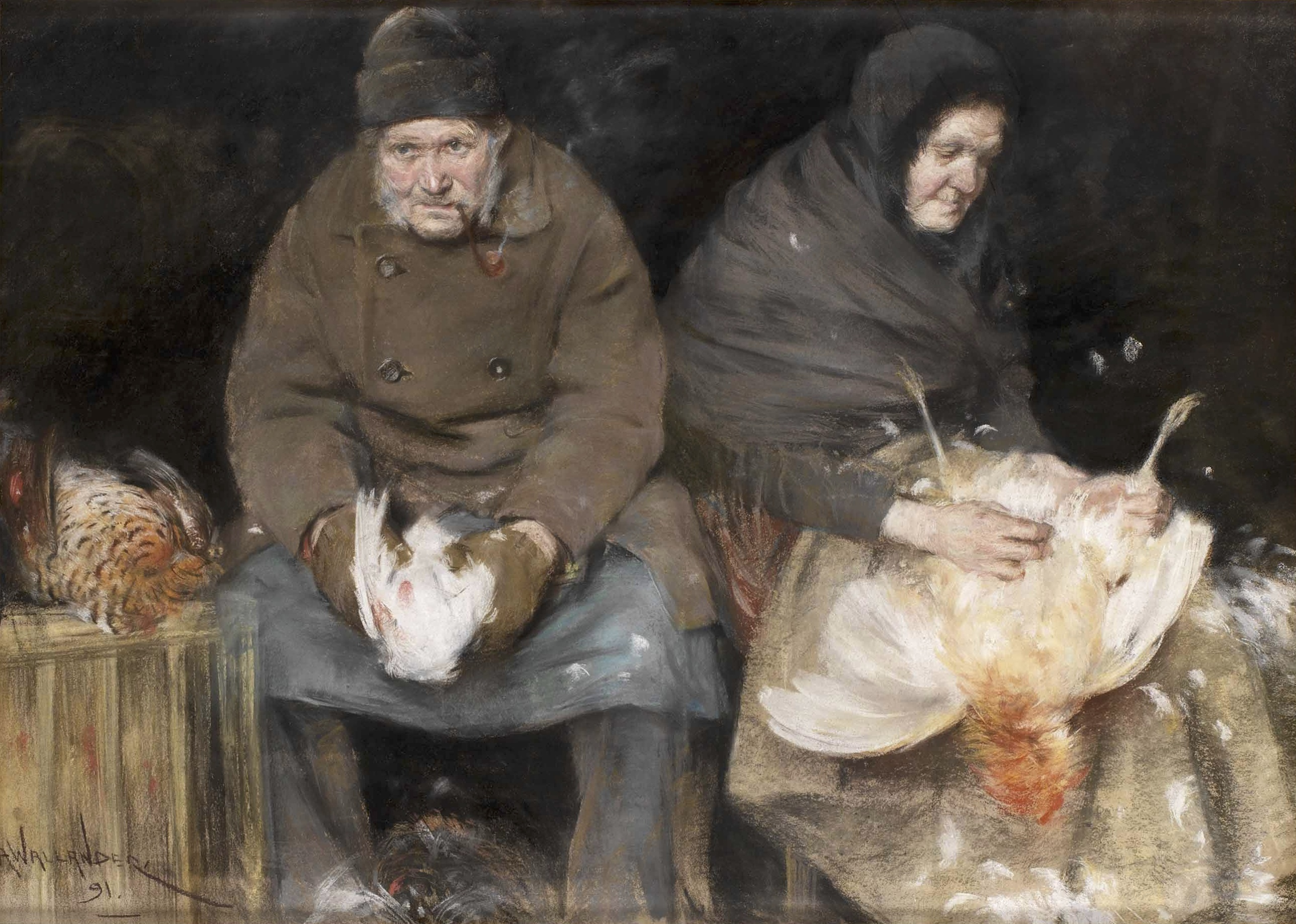
Fågelhandlare (1891)
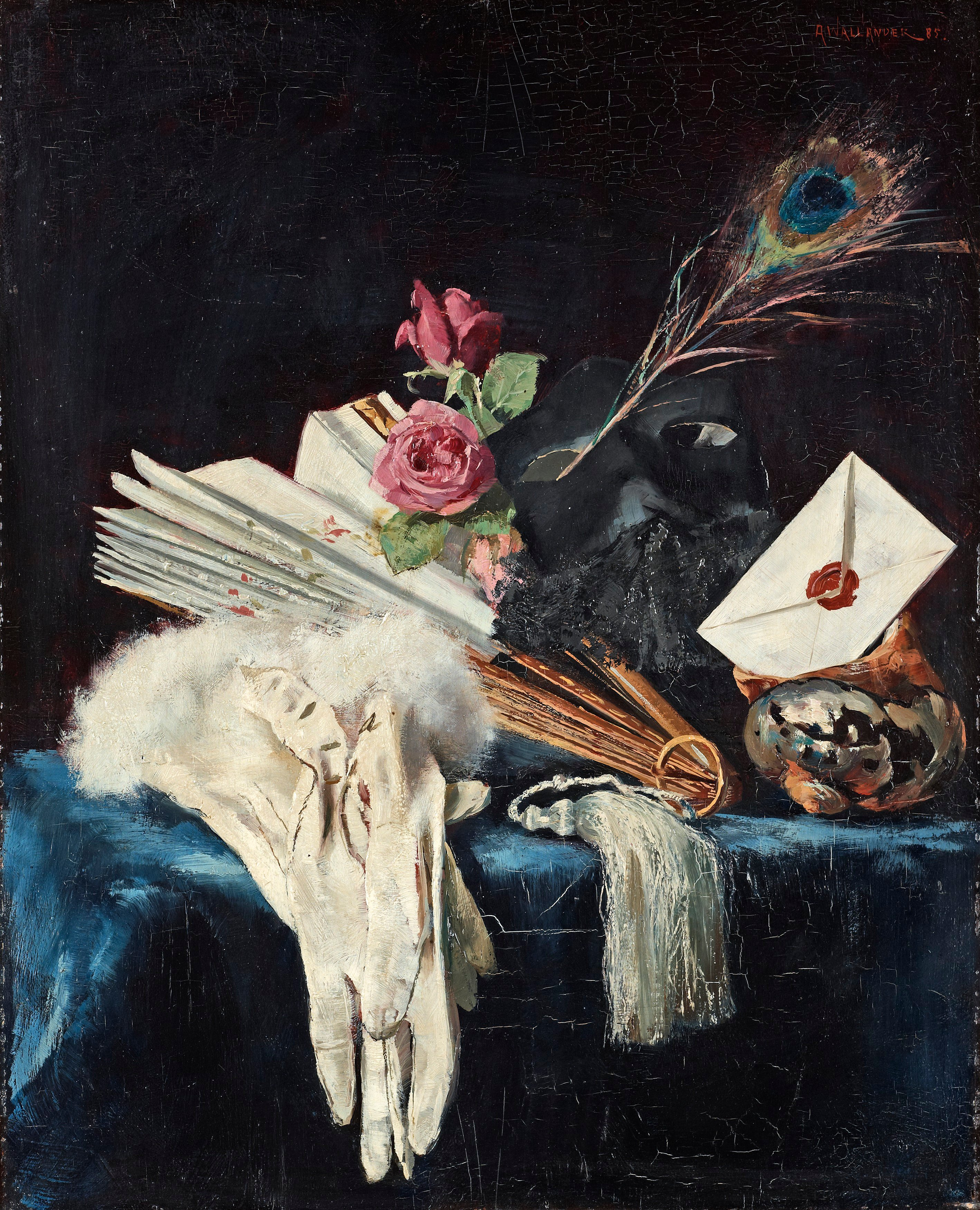
Stilleben med solfjäder, rosor och påfågelsfjäder (1885)
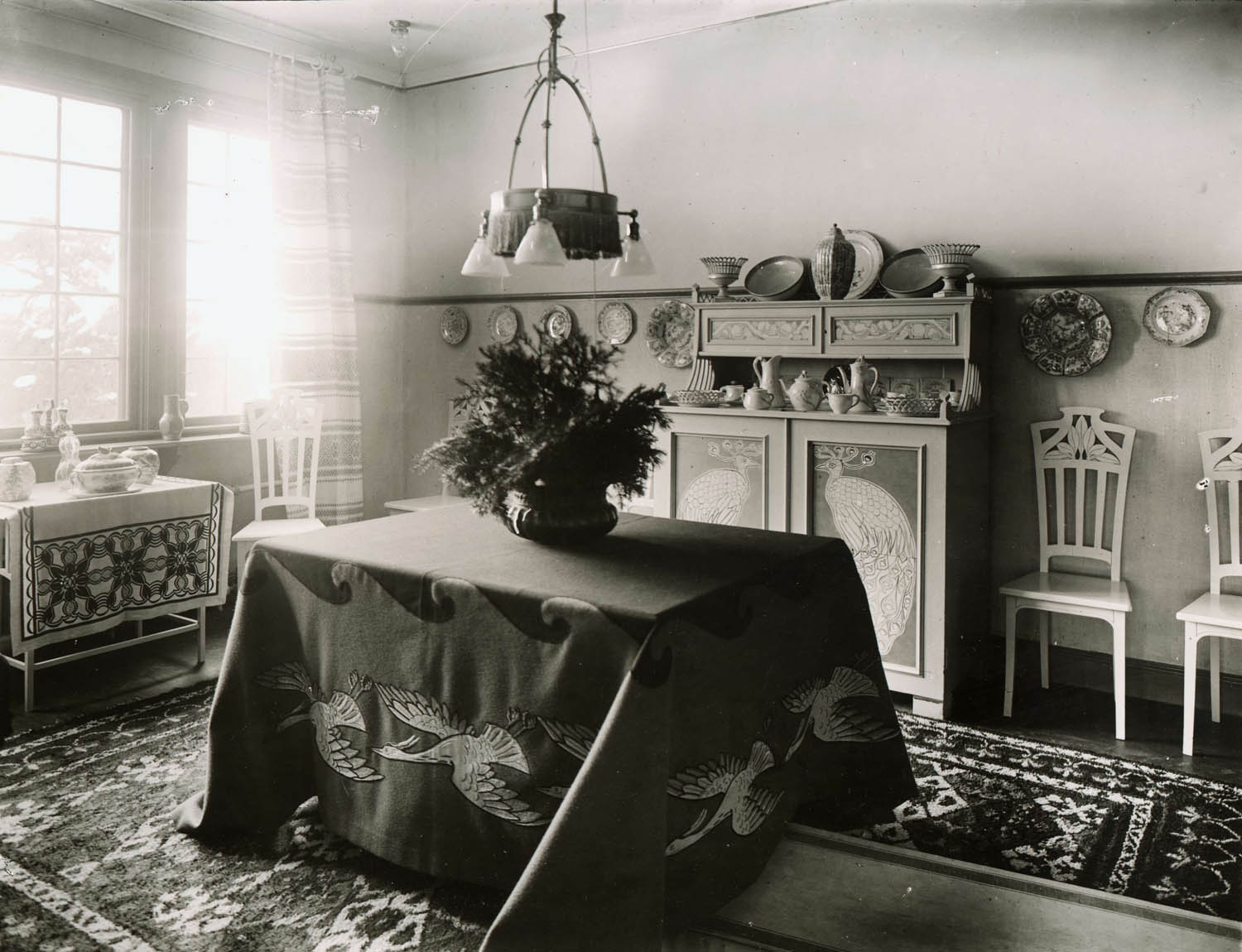
Jugendinteriör av Alf Wallander i Villa Gärdsgården i Stocksund, Stockholm, 1905
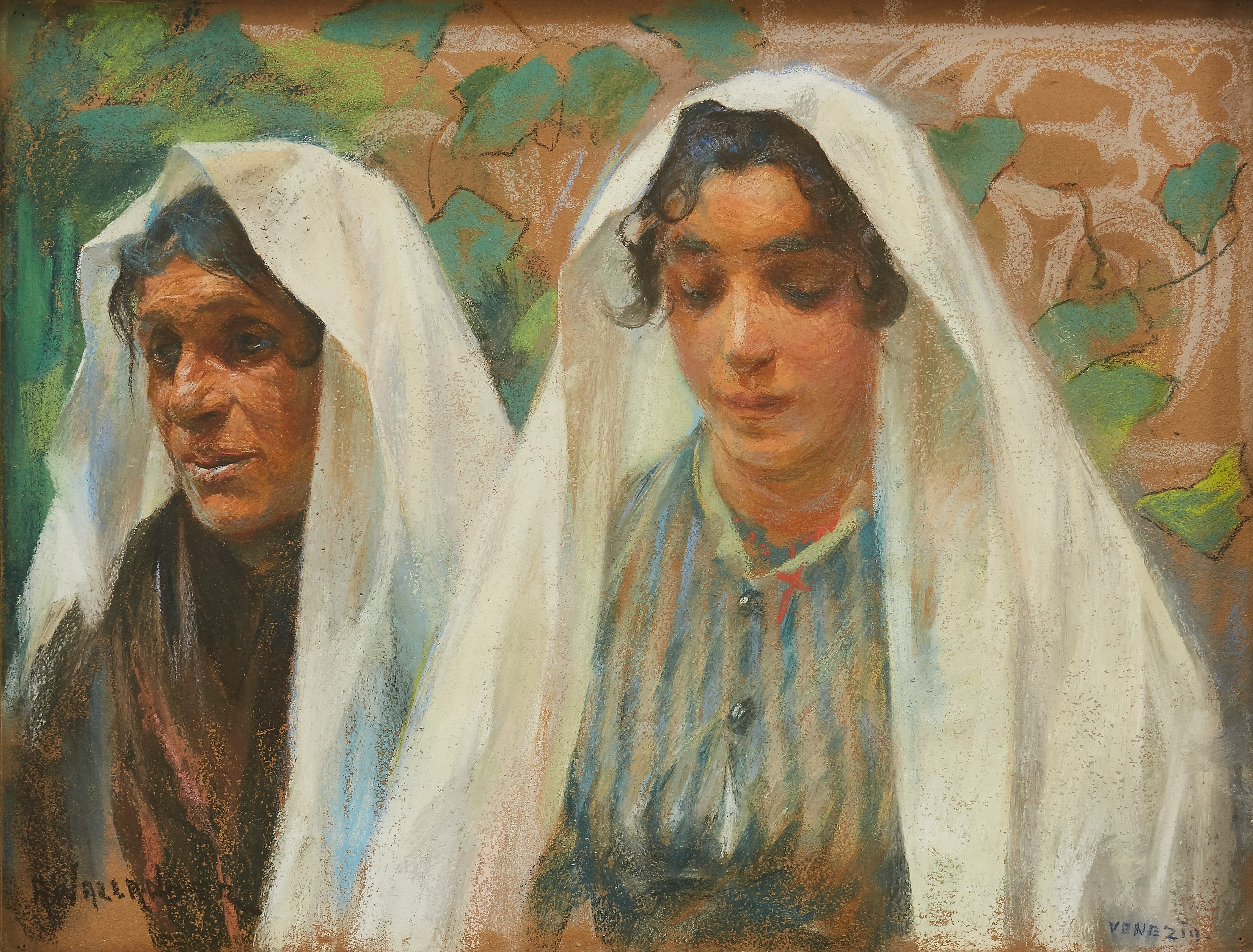
Alf Wallander - Två venetianskor. Pastell på papper, 50 x 65 cm.
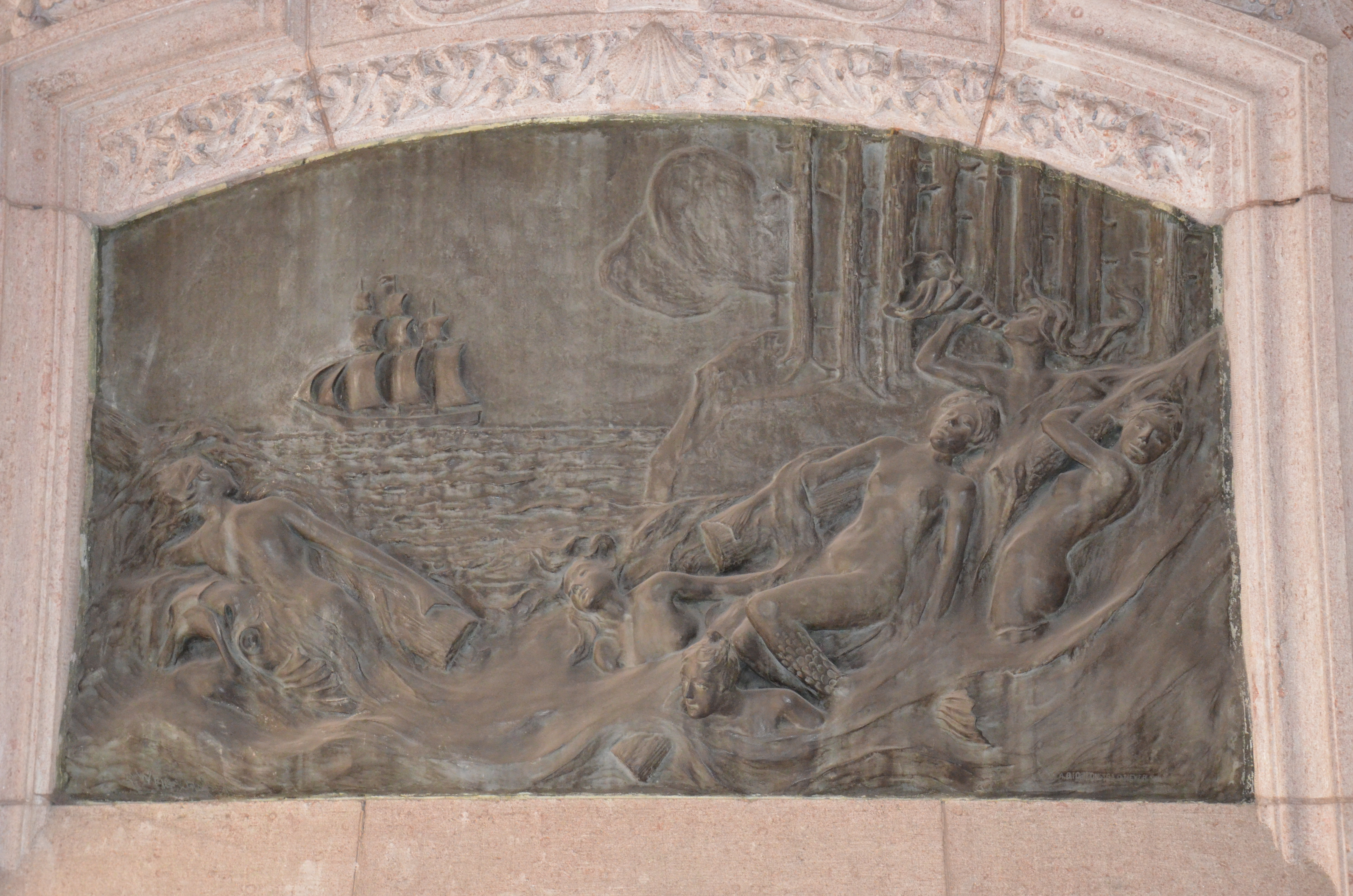
Bronsreliefen Timmerutskeppningen i portvalvet i Hallwylska museet i Stockholm, 1898
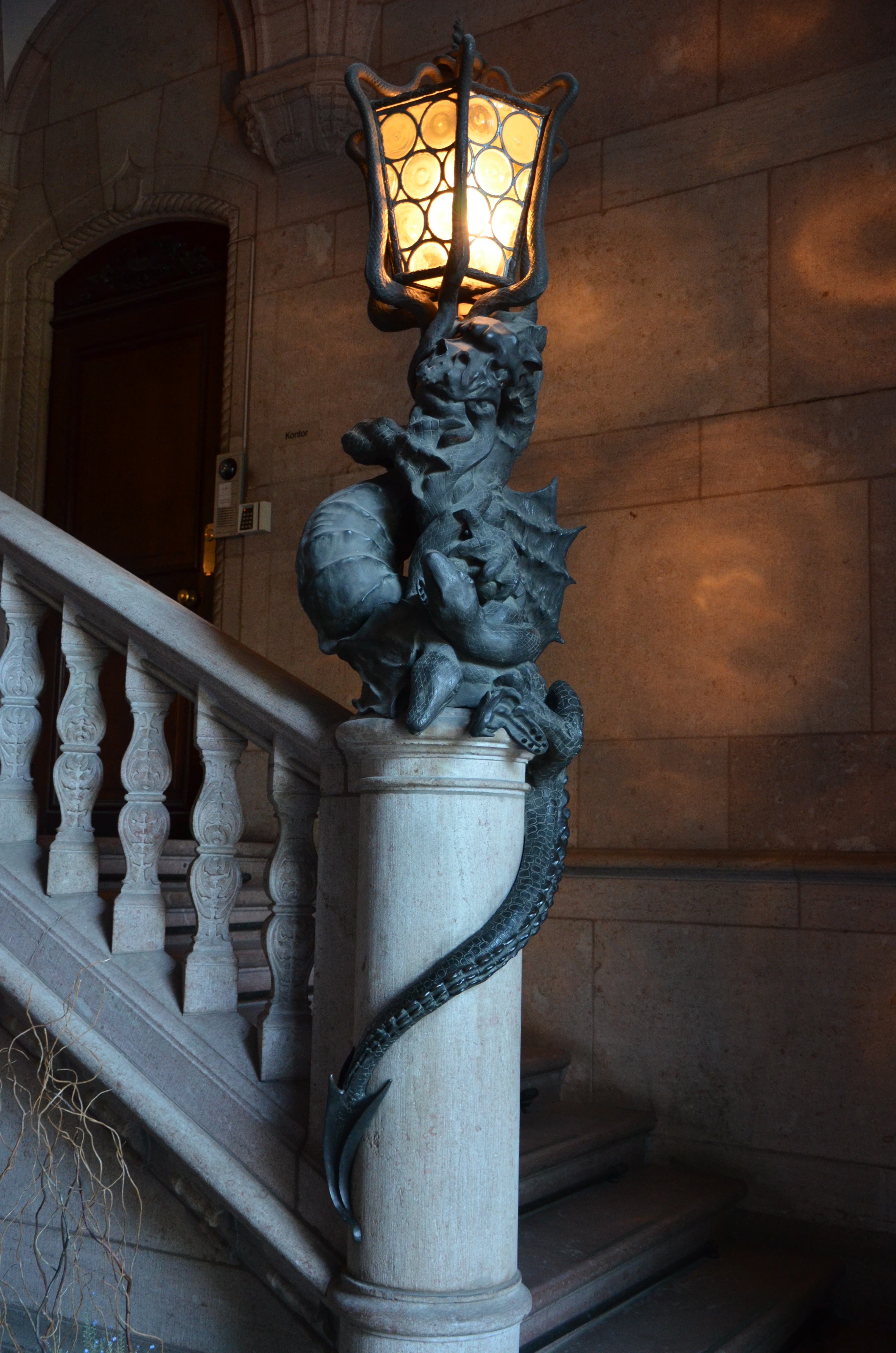
Lyktskulptur i Hallwylska museet i Stockholm
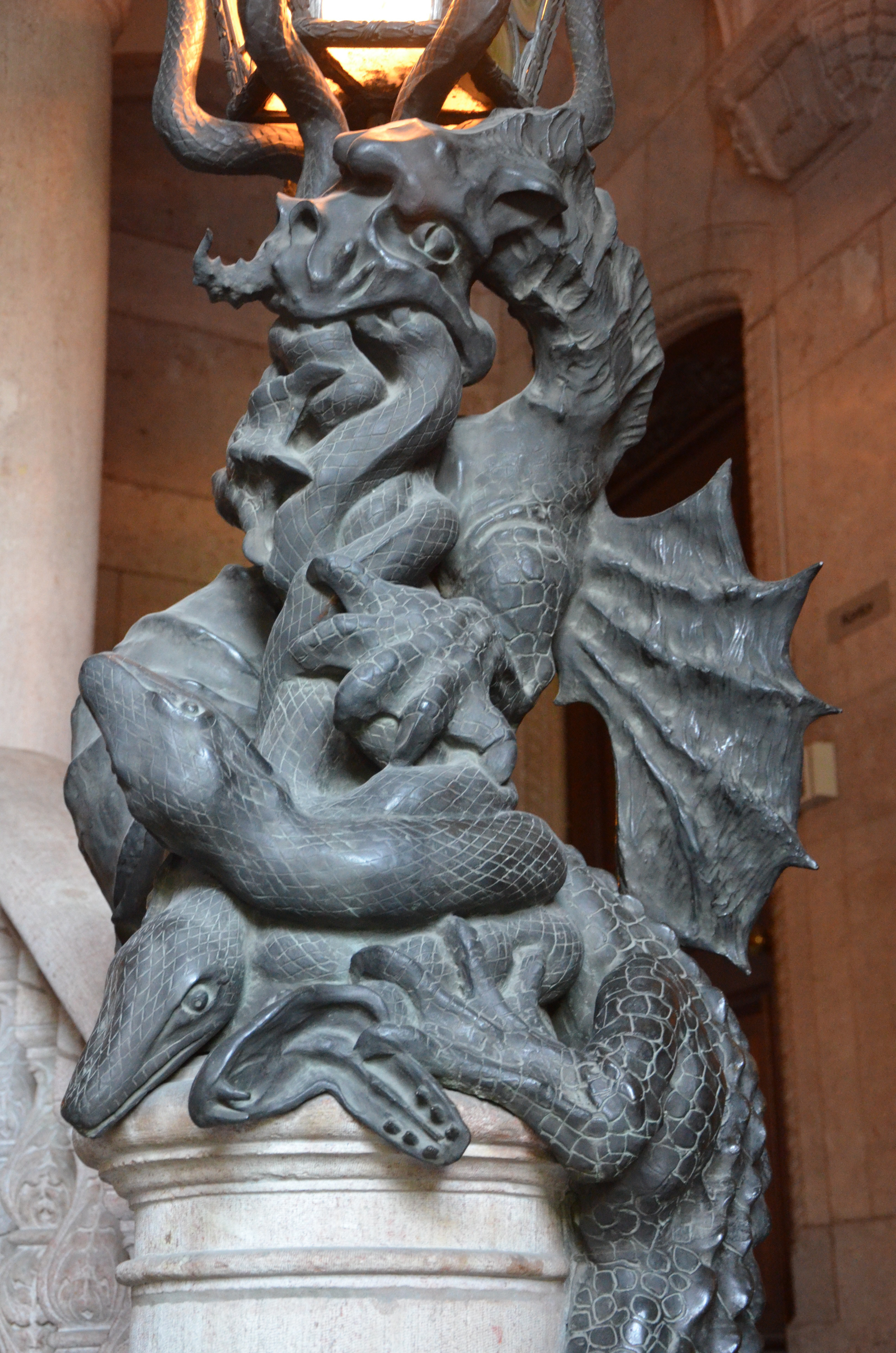
Detalj av lyktskulptur i Hallwylska museet i Stockholm